# Pilar Rubio
Pilar Rubio Fernández (Torrejón de Ardoz, Madrid, 17 de març de 1978) és una actriu, model i presentadora espanyola.

## Trajectòria

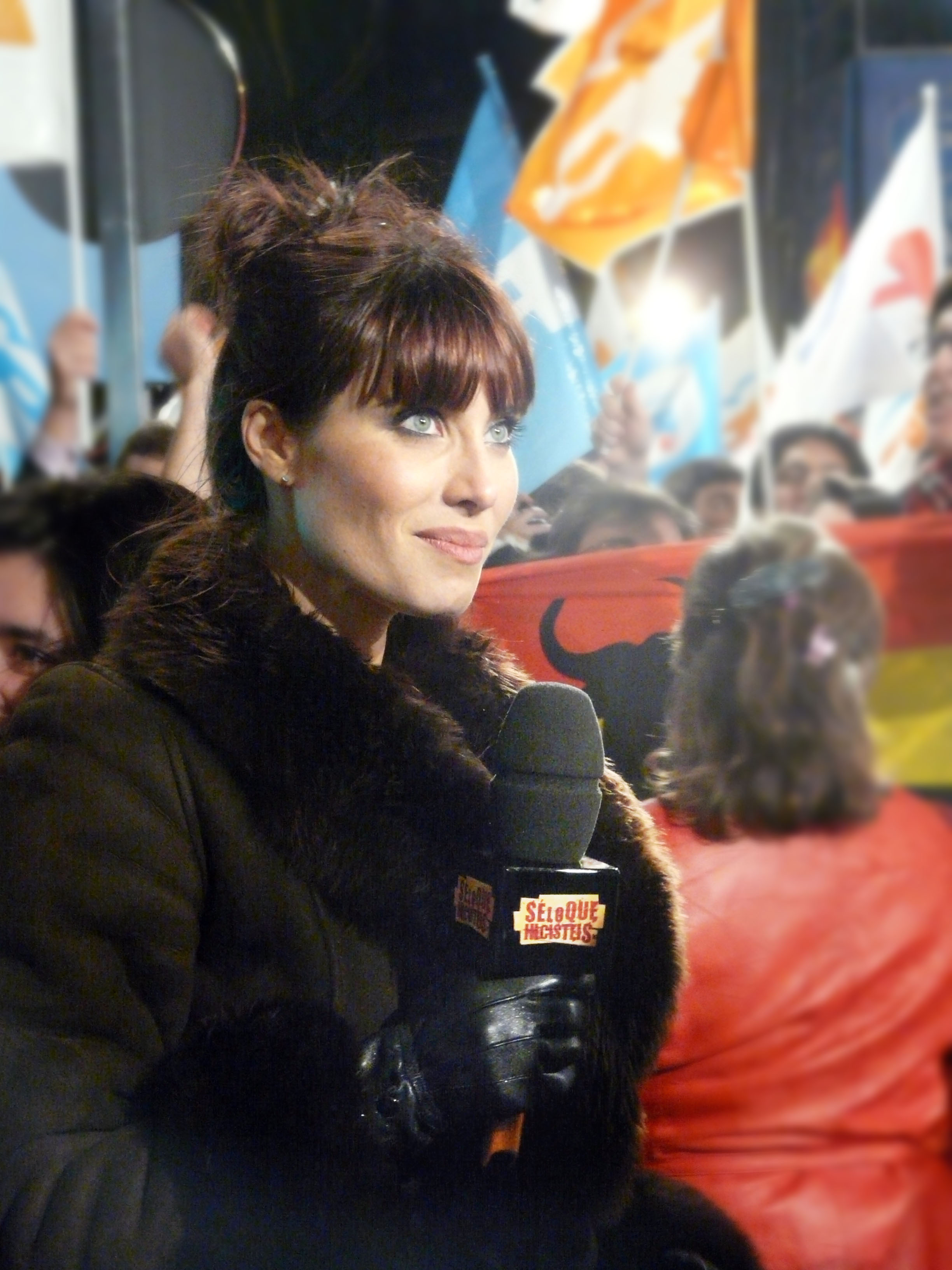
Rubio, reportera del programa "Sé lo que hicisteis" durant la nit de les eleccions del 9 de març del 2008, a la seu del PP

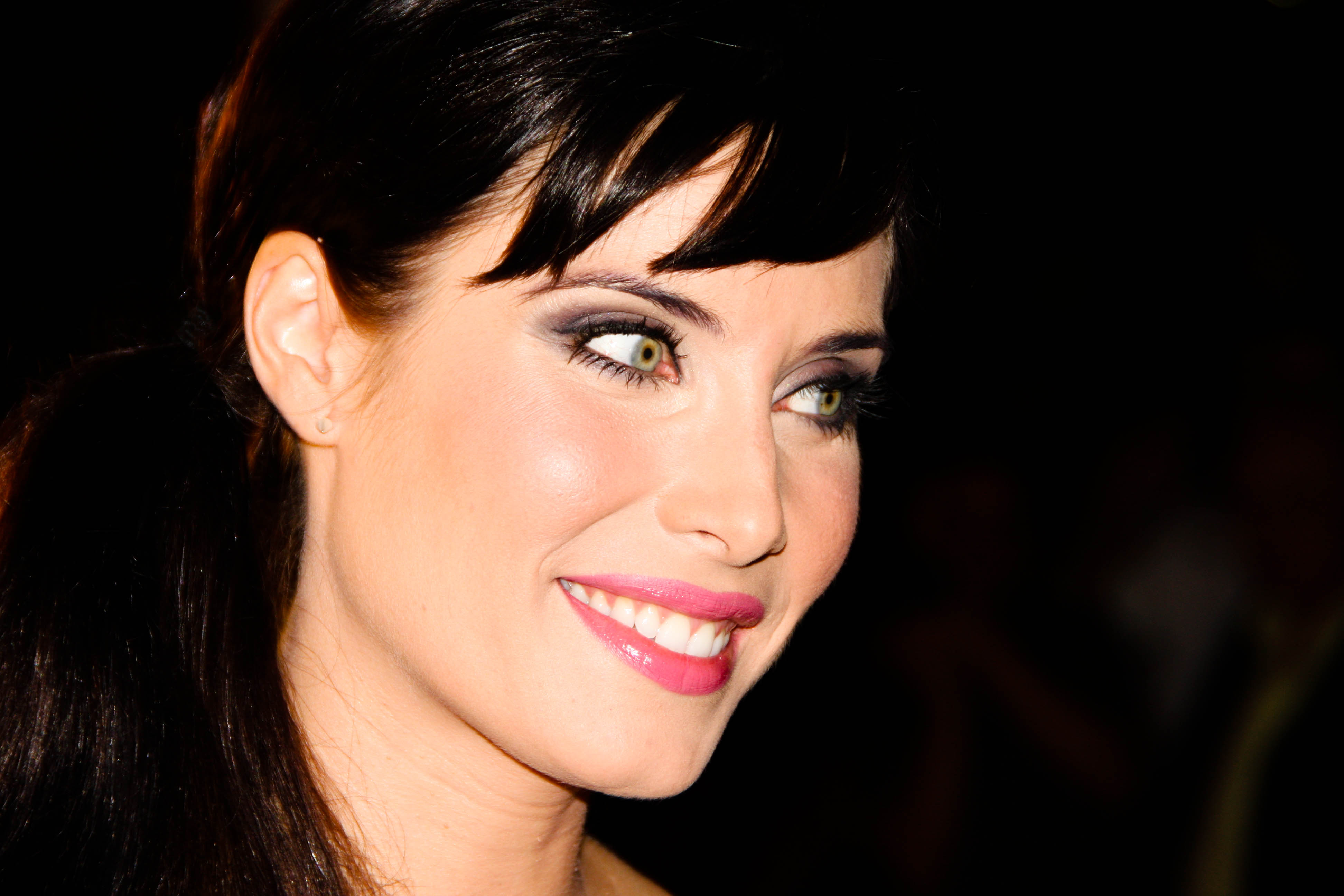
Pilar Rubio a la cerimònia de clausura del Festival de Cinema Fantàstic de Catalunya, a l'octubre del 2009.

Ha realitzat diferents reportatges fotogràfics com a model en diverses revistes masculines, i s'ha centrat en la seva carrera televisiva, realitzant petites incursions cinematogràfiques, a la pel·lícula Isi Disi i protagonitzant un curtmetratge, Merry Christmas, de Fran Casanova. En televisió, ha protagonitzat anuncis televisius d'Amstel, Canal+, Pantene(xampú) i programes com Lo que necesitas es amor, El precio justo, La azotea de Wyoming i més recentment Six pack de la cadena Cuatro.
Després, va treballar a La Sexta a l'espai televisiu de Sé lo que hicisteis..., en el qual hi col·labora realitzant diversos reportatges sobre famosos. L'estiu del 2007 passà a presentar el seu propi programa, sobre vídeos casolans, La ventana indiscreta.
També va presentar Mira quien Baila (Telecinco, 2010) de la productora Gestmusic-Endemol

## Premis
- Premio Joven 2007 com a millor reportera de televisió.

## TV
- Lo que necesitas es amor, Antena 3
- El precio justo, TVE
- Esto es vida, TVE
- La azotea de Wyoming, TVE
- 6pack, Cuatro
- Sé lo que hicisteis la última semana, La Sexta
- Sé lo que hicisteis..., La Sexta
- La ventana indiscreta, La Sexta
- El Intermedio, La Sexta
- Adivina quién es quién (presentadora), Canal Sur 2 (2009-).
- ¡Mira Quién Baila! (presentadora), Telecinco (2010-).
- Operación Triunfo (presentadora), Telecinco (2011-).
- XXS (presentadora), Cuatro (2011-).
- Col·laboradora de "El Hormiguero", Antena 3 (2016)

## Filmografia
- Merry Christmas
- Cuestión de química
- Anunci de cervesa Amstel
- Anunci de Canal+
- Anunci Pantene
- Isi Disi 2
- Videoclip David Bustamante